# Cepivo proti ošpicam
Cepivo proti ošpicam zelo učinkovito preprečuje bolezen. Po enem odmerku je 85 % otrok pri starosti devet mesecev in 95 % otrok, starih 12 mesecev, imunih proti ošpicam. Skoraj vsi, ki po prvem odmerku še niso odporni, postanejo imuni po drugem cepljenju. Ko je enkrat cepljeno več kot 93 % prebivalstva, do izbruhov ošpic običajno ne prihaja več; bolezen pa se lahko spet nenadoma pojavi, če stopnja cepljenja upade. Cepljenje je varuje leta dolgo, ni pa jasno, ali učinkovitost s časom popušča. Cepivo lahko tudi zaščiti pred boleznijo, če se ga uporabi nekaj dneh potem, ko je prišlo do izpostavljenosti. Cepivo je za osebe z okužbo HIV na splošno varno.  Neželeni učinki so običajno mili in kratkotrajni. Pride lahko do bolečine na mestu injekcije in rahle vročice. Do anafilaksije pride pri okoli enem primeru na sto tisoč ljudi. Verjetnosti za Guillain–Barréjev sindrom, avtizem in vnetje prebavil cepljenje po dosedanjih izkušnjah na povečuje.
Cepivo je na voljo samo po sebi ali skupaj z drugimi cepivi. Tako imenovano cepivo OMR (angl. MMR), ki vsebuje poleg cepiva proti ošpicam še cepivi za rdečke in za mumps, je bilo prvič uporabljeno leta 1971. Leta 2005 so dodali še cepivo proti noricam (cepivo OMRN). Cepivo deluje enako dobro v vseh recepturah.  Svetovna zdravstvena organizacija priporoča, da se z njim cepi pri starosti devetih mesecev povsod tam, kjer je bolezen pričakovati. Na področjih, kjer bolezen ni prisotna, je pametno cepiti pri starosti dvanajst mesecev. Gre za cepivo na osnovi živega, vendar pa oslabljenega seva virusa. Na voljo je v obliki suhega praška, ki ga je treba zmešati s tekočim dodatkom, preden se vbrizga pod kožo ali v mišico. Da je bilo cepljenje uspešno, je mogoče potrditi s krvnimi preizkusi. Leta 2013 je bilo po svetu cepljenih približno 85 % otrok. Leta 2008 je po svetu najmanj 192 držav nudilo dva odmerka. Cepivo je na voljo od leta 1963 dalje. Je na Vzorčnem seznamu osnovnih zdravil WHO, to je zdravil, ki so za osnovni zdravstveni sistem najbolj potrebna in obvezna. Cepivo ni drago, grosistični strošek na odmerek je leta 2014 bil okoli 0,70 ameriških dolarjev.

## Uporaba v zdravstvu
Dokler cepiva za ošpice ni bilo na voljo, je bolezen bila tako neizogibna »kot so davki in smrt«. V Združenih državah Amerike,se je po uvedbi cepiva leta 1963 (glej sliko na desni) število prijavljenih primerov bolezni od sto tisoč zmanjšalo na nekaj deset tisoč na letno. Naraščajoča uporaba cepiva je dalje zniževala, kot je videti v izbruhih, ki so sledili leta 1971 in 1977. Skoraj 30.000 primerov v izbruhu leta 1990 je spodbudilo ponovno cepljenje po priporočeni shemi. Od leta 1997 do leta 2013 v ZDA je bilo letno javljenih manj kot 200 primerov, tako da bolezen verjetno ni več endemična. Leta 2014 je bilo znanih 610 primerov. Januarja 2015 so odkrili okoli 30 primerov, ki so verjetno vsi bili posledica izpostavljenosti bolezni kasno decembra 2014 v Anaheimu v Kaliforniji.
Koristi cepljenja proti ošpicam pri preprečevanju bolezni, invalidnosti in smrti so dobro dokumentirane. Prvih 20 let po odobritvi je po ocenah cepivo proti ošpicam v ZDA preprečilo 52 milijonov primerov bolezni, 17,400 primerov duševne zaostalosti in 5.200 smrti. V obdobju 1999—2004 je strategija Svetovne zdravstvene organizacije in UNICEFa, povečati precepljenost proti ošpicam, preprečila približno 1,4 milijona ošpic smrti po svetu. Cepivo za ošpice je privedlo do skoraj popolnega izginotja bolezni v ZDA in drugih razvitih državah. Uvedeno je bilo leta 1963. To občutno znižanje smrtnih primerov in dolgoročno učinkovanje se je sprva doseglo s cepivom, ki je vsebovalo živ virus; ta prvotna različica z živim virusom je sicer imela po sebi povzročajo neželene učinke, ki pa so bili veliko manj resni kot bolezen sama in njene smrtne posledice. Cepivo z živim virusom je preprečilo številne smrti in resne primere bolezni, pri majhnem odstotku prejemnikov pa je povzročilo neželene učinke, kot so izpuščaji in redko krči.
Ošpice se po svetu pogosto pojavljajo. Čeprav v ZDA od leta 2000 dalje velja kot iztrebljena, je za preprečevanje izbruhov in ohranjanje stanja nujna visoka stopnja cepljenja in odlični stiki z vsemi tistimi, ki cepljenje zavračajo. Za nekoliko več kot polovico od 66 v letu 2005 javljenih primerov bolezni v ZDA je vzrok bilo pripisati eni sami necepljeni osebi, ki je za ošpicami zbolela med obiskom v Romuniji in se nato vrnila v okolje s številnimi necepljenimi otroki. Epidemija je prizadela 34 ljudi, večinoma otrok, ki so bili vsi po vrsti necepljeni; 9 odstotkov je moralo v bolnišnico, zajezitev izbruha naj bi stala $167,685. Do resnejše epidemije pa ni prišlo zaradi visoke stopnje precepljenosti v okoliških skupnostih.
Živo cepivo ima nespecifične učinke, tako preprečuje okužbe dihal. Ti učinki so večji, če se cepi pred starostjo enega leta. Cepivo z visokim titrom je poslabšalo rezultate pri deklicah in ga svetovna zdravstvena organizacija več ne priporoča. Ošpice povzročajo obolenje zgornjih dihalnih poti, ki vodijo do zapletov s pljučnico in bronhitisom, tako da je cepivo proti ošpicam koristno, ker zmanjšuje resnost kronične obstruktivne pljučne bolezni (KOPB) in astme, če do njiju pride.

### Razpored
Svetovna Zdravstvena Organizacija za vse otroke priporoča pod dva odmerka cepiva. V državah z visokim tveganjem bolezni je prvi odmerek treba dati pri okoli devetih mesecih starosti, v državah z nizkim tveganjem pa lahko pri dvanajstih mesecih. Drugi odmerek je treba dati najmanj en mesec po prvem odmerku, pogosto v starosti od 15 do 18 mesecev.
V ZDA Center za nadzor bolezni priporoča, da otroci starosti od 6 do 12 mesecev, ki se odpravljajo v tujino, dobijo prvi odmerek v obliki cepiva MMR. Prvi odmerek se sicer običajno daje pri starosti 12–18 mesecev. Drugi odmerek otroci dobijo pri starosti 7 let (naj rojstni dan ali malo pred njim) ali ko se vpišejo v vrtec. Cepivo se daje v zunanji del nadlakta.
Odraslim se cepivo daje s podkožno injekcijo+, drugi odmerek 8 dni po prvem. Odrasli, stari 50 let ali več, potrebujejo samo en odmerek.

## Neželeni učinki
Neželeni učinki, povezani s cepivom MMR, so med drugim vročina, boleče območje okoli vboda in v redkih primeri rdeče ali vijolično obarvana koža ali pa z vročinokrči. Resni neželeni učinki so zelo redki.
Za povezavo med cepivom MMR in avtizmom ni nobenih dokazov. Prav tako ne kaže, da bi cepivo MMR povzročalo subakutni sklerozirajoči panencefalitis.

### Kontraindikacije
- Nosečnost: cepivo MMR in njegove sestavine naj se ne dajejo nosečnicam.[28]
- Otroci, okuženi z virusom HIV, se lahko cepijo proti ošpicam, če imajo število CD4 levkocitov nad 15 %.[29]

## Zgodovina
Kot sodelavec Pediatrične klinike v Bostonu je Thomas C. Peebles delal z Johnom Franklinom Endersom, ki je zaslovel kot "Oče sodobnih cepiv" in ki je, skupaj z drugimiu, leta 1954 dobil Nobelovo nagrado za raziskave glede gojenja virusa otroške paralize, na katerih je temeljil razvoj cepiva proti bolezni. Ko se je začel ukvarjati z ošpicami, je Enders Peeblesa poslal v šolo Fay v Massachusettsu, kjer je bilo prišlo do izbruha bolezni; Peeblesu je iz krvnih vzorcev in grlenih brisov učencev uspelo izolirati virus. Dokazal je, da je mogoče tako dobljeni material gojiti in z njim okužiti opice. Na osnovi tako gojenega gradiva, ki ga je bil izoliral Peebles, je Endersu leta 1963 uspelo razviti cepivo proti ošpicam. V poznih 1950-ih in zgodnjih 1960-ih je zaradi ošpic umrlo skoraj dvakrat toliko otrok kot zaradi otroške paralize. . Cepivo, ki ga je Enders razvil, je temeljilo na sevu oslabljenega živega virusa, imenovanegai Edmonston, po učencu, kateremu je Peebles odvzel vzorec in ga vzgojil za kasnejše uspešno cepivo.
Prvi je cepivo proti ošpicam uporabil David Morley v Bolnišnici Wesley Guild v Ileši, Nigerija, na svojih lastnih otrocih.
Maurice Hilleman, sodelavec Merck & Co in pionir v razvoju cepiv, je razvil cepivo MMR leta 1971, s katerim se z enim odmerkom, ki mu sledi poživitveni odmerek, cepi proti ošpicam, mumpsu in rdečkam. Ena od oblik se imenuje "Attenuvax" z več kot 40 peptidnimi zaporedji. Sestavina cepiva MMR za ošpice uporablja Attenuvax na osnovi kulture seva Edmonston v kulturi celic iz kokošjega embrija. Merck se je 21. oktobrta 2009 odločil, s proizvodnjo attenuvax nehati.

## Vrste
Dandanes se redko cepi samo proti ošpicam, običajno skupaj s cepljenjem proti mumpsu in rdečkam. Dve vrsti cepiva cepivo proti ošpicam so trenutno na voljo.
- Cepivo proti ošpicam, mumpsu, rdečkam, živo (MMR-II)
- Cepivo proti ošpicam, mumpsu, rdečkam in noricam (Proquad)

Cepivo proti ošpicam, mumpsu, rdečkam (MMR-II); MMR cepivo je virusno cepivo na osnovi oslabljenega živega virusa, ki se uporablja za indukcijo imunosti proti ošpicam, mumpsu in rdečkam.